# Octave Mirbeau
Octave Henri Marie Mirbeau (16 de fevereiro de 1848 – 16 de fevereiro de 1917) foi um escritor, crítico de arte, jornalista e entusiasta do anarquismo francês. Autor de diversos romances e peças teatrais, é considerado uma das personalidades mais originais da literatura francesa da chamada "Belle Époque". Tolstoi certa vez o definira como "o maior escritor francês contemporâneo  e aquele que melhor representava o gênio secular da França".

## Biografia

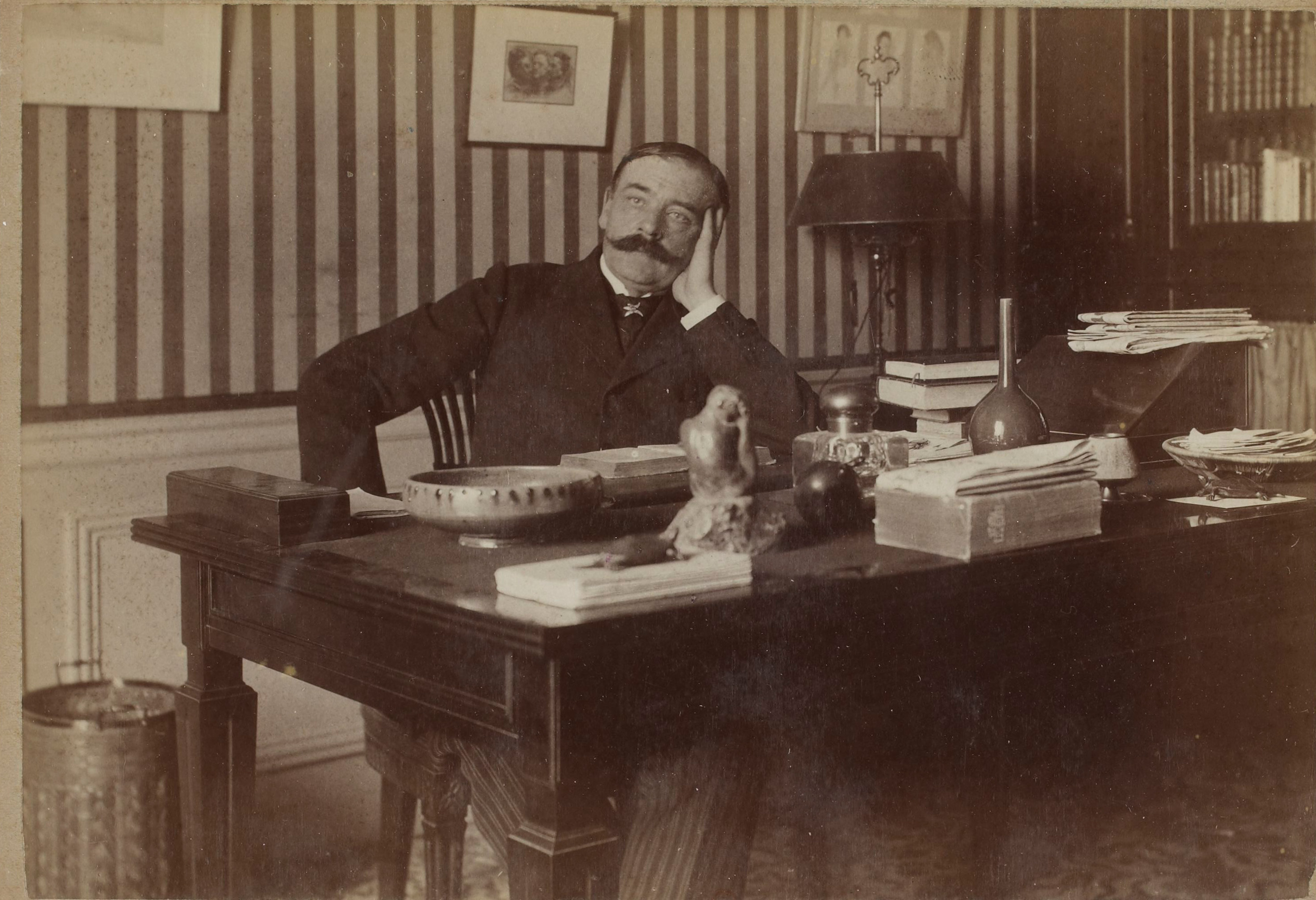
Octave Mirbeau em seu escritório

Octave Mirbeau nasceu em Trévières, na Normandia em 16 de fevereiro de 1848, filho de uma família de posses, sendo seu pai médico de profissão. Passou a infância em Rémalard, no Perche, vindo a estudar no colégio jesuíta de Vannes. Após os conflitos de 1870 Mirbeau acompanha os martírios aos quais são submetidos os communards pela Terceira República Francesa, e diante dos ocorridos passa a contestar tanto o estado como a elite da qual fazia parte. 
Sua estreia como jornalista se dá a serviço dos bonapartistas e seu debute literário (L'Écuyère, 1882, La Belle Madame Le Vassart, 1884) como "negro", nome que adotaria como pseudônimo logo após as grandes mudanças de 1884-1885. A essa época coloca sua pluma a serviço de seus próprios valores éticos e estéticos, combinando literatura e política. Suas obras se caracterizam por seu anticlericalismo e seu antimilitarismo. Foi um personagem comprometido com todas as lutas de seu tempo em busca de justiça social. 
Crítico de arte e de literatura, conviveu com grandes nomes de sua época: foi defensor de Auguste Rodin, Claude Monet, Camille Pissarro, Paul Cézanne, Félix Vallotton e Pierre Bonnard, "descobriu" Vincent Van Gogh, Camille Claudel, Aristide Maillol , Maurice Maeterlinck, Marguerite Audoux e Maurice Utrillo.
Entusiasta do anarquismo e ardente deyfusista, encarna o protótipo de intelectual comprometido com os assuntos públicos de sua época, assumindo como dever primordial desmistificar as instituições que alienam e oprimem. Nesta tarefa buscou constituir uma estética da revelação que levasse a lucidez, capaz de obrigar os voluntariamente cegos a encararem a realidade das injustiças do mundo. Combateu a sociedade burguesa e a economia capitalista, fazendo frente a formas literárias e estéticas tradicionais que contribuíam para anestesiar consciências, rejeitou o naturalismo, o academicismo e o simbolismo, buscando seu caminho entre o impressionismo e expressionismo.

### Obras

#### Romancesautobiográficos

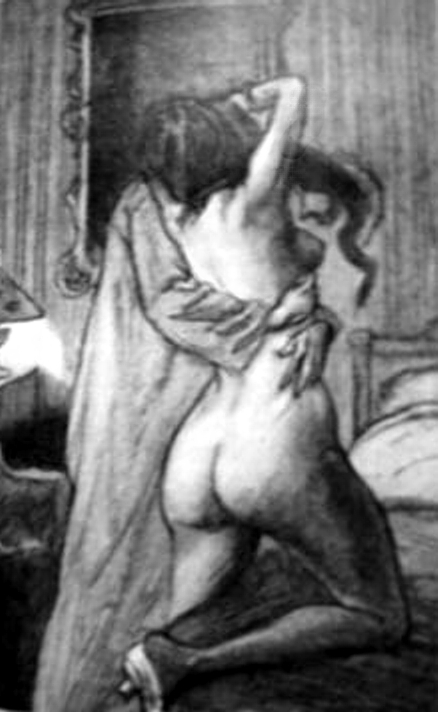
Georges Jeanniot, Le Calvaire (1901)

Logo após escrever dez romances como "negro" (ghost writer), oficialmente estreia com o exitoso Le Calvaire (O Calvário) (1886), romance em que se liberta dos traumas de uma paixão devastadora por uma mulher não muito santa chamada Judith Vinmer e rebatizada Juliette na ficção. 
Em 1888 publica L'Abbé Jules (O Padre Júlio) no qual através de dois personagens fascinantes - o abade Jules e o padre Pamphile -  recorre à psicologia de profundidade e sob a influência de Fiódor Dostoiévski escreve aquele que seria considerado o primeiro pré-freudiano da literatura francesa.

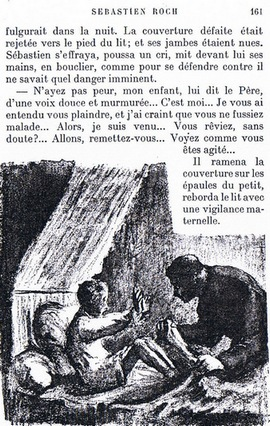
Sébastien Roch, ilustração de H.-G. Ibels, 1906

 Em Sébastien Roch publicado em 1890, Mirbeau busca superar os efeitos traumáticos das experiências como estudante adolescente entre os jesuítas de Vannes. Dando um tom ficcional a fatos verídicos o autor descreve a violência sofrida por ele e por outras crianças de sua idade sob os 'cuidados' dos jesuítas, transgredindo um tabu que perduraria ainda por uma centena de anos ao denunciar o estupro de crianças e adolescentes por sacerdotes.

#### Crise do romance
Octave Mirbeau passa então por uma grande crise existencial e literária e no curso desta publica em edição de folhetim uma novela pré-existencialista extraordinária chamada Dans le ciel (No Céu), a qual tem como personagem central um pintor inspirado diretamente na figura de Van Gogh.
Após a conclusão do caso Dreyfus - responsável pela exacerbação de seu pessimismo - Mirbeau publica três romances que seriam julgados "escandalosos" pelos auto-intitulados defensores dos parâmetros da virtude. 
Em 1899 publica Le Jardin des supplices]], romance constituído de textos distintos que escrevera anteriormente. Em 1900 lança Le journal d'une femme de chambre (Diário de uma Criada de Quarto) no qual denuncia a domesticidade como uma forma de escravidão dos tempos modernos e exibe os segredos repugnantes da burguesia. E por fim em (1901) publica Les 21 jours d'un neurasthénique (Os 21 dias de um neurastênico) uma compilação intercruzada de contos cruéis. Nestas obras, Mirbeau questiona as convenções estilísticas dos romances tradicionais, praticando a técnica do collage, transgredindo o código de verossimilhança e credibilidade ficcional, desafiando as conveniências hipócritas da propriedade.

#### A morte do realismo
Em seus dois últimos romances - La 628-E8 (1907) e Dingo (1913), Mirbeu se afasta do realismo, dando espaço para elementos de fantasia elegendo seu carro e seu próprio cachorro como heróis. Devido a intermitência de suas filiações de gênero, ambas histórias mostram o quão completamente Mirbeau rompera com as convenções da ficção realista.

### O teatro de Mirbeau

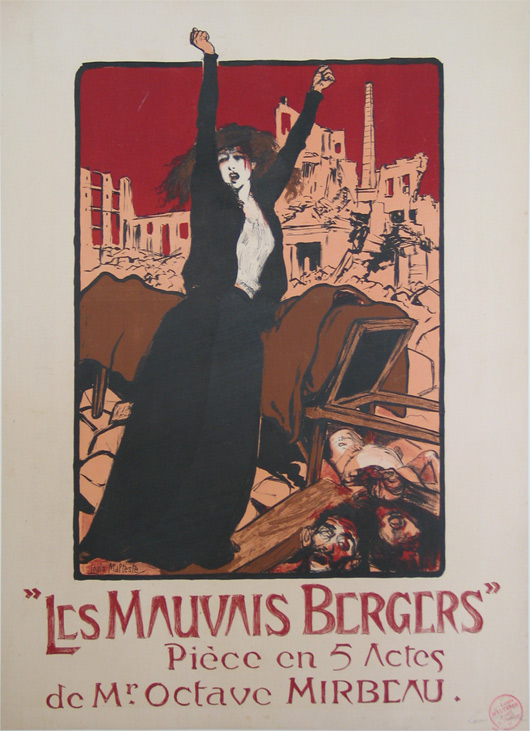
Cartaz de divulgação Os maus pastores de 1897

No teatro Mirbeau alcançou fama com uma tragédia proletária Les Mauvais bergers (Os maus pastores) ainda em 1897, e depois em 1903, tornou-se conhecido mundialmente com uma comédia clássica de costumes na tradição de Molière: Les affaires sont les affaires (Negócios são negócios) na qual aparece o personagem Isidoro Lechat, o arquétipo do moderno homem de negócios, produto de um mundo novo, ancestral dos Bernard Tapie e dos Berlusconi, que em tudo busca fazer dinheiro e expandir seus tentáculos pelo mundo. Em 1908, ao fim de uma longa batalha judicial e midiática, apresenta a comédia francesa Le Foyer (O lar), uma obra destinada ao escândalo que transgrede outro tabu: a exploração econômica e sexual de adolescentes em lugares de suposta caridade...
Mirbeau também cria também seis pequenas peças de um ato, inovadoras ao extremo, publicadas em 1904 com o nome de Farces et Moralités. Entre elas, L'Épidémie (A Epidemia). Através destas peças Mirbeau antecipa o teatro de Bertolt Brecht, Marcel Aymé, Harold Pinter e Eugène Ionesco. Levando a revolta ao seio da linguagem, desmistifica a lei, a monogamia e as instituições sociais, ridiculariza os discursos de políticos e ainda faz piada com a linguagem do amor.

### Morte
Com o início da Primeira Guerra Mundial em 1914, Octave Mirbeau se converteu em um pacifista desesperado que sozinho denunciava a aberração criminosa da violência das guerras nas quais os pobres morriam para que os ricos pudessem ficar ainda mais ricos. Morreu após nove anos de doenças constantes no mesmo dia em que completava 69 anos, em 16 de Fevereiro de 1917. Foi sepultado no Cemitério de Passy, Paris na França.

### Glória póstuma
Mirbeau nunca foi completamente esquecido tendo suas obras publicadas continuamente em mais de trinta línguas. No entanto, apesar de sua imensa produção literária, seu trabalho tem sido injustamente reduzido a apenas três de suas obras, e ela tem sido considerada  política e literalmente incorreta, atravessado um amplo período de incompreensão por parte dos autores de manuais e estudiosos da história da literatura. 
Mais recentemente Mirbeau tem sido redescoberto e lido sob uma nova perspectiva. Uma nova apreciação de sua obra bem como de seu importante papel de envolvimento e desenvolvimento da cena política, literária e artística da Belle Époque.

## Obras

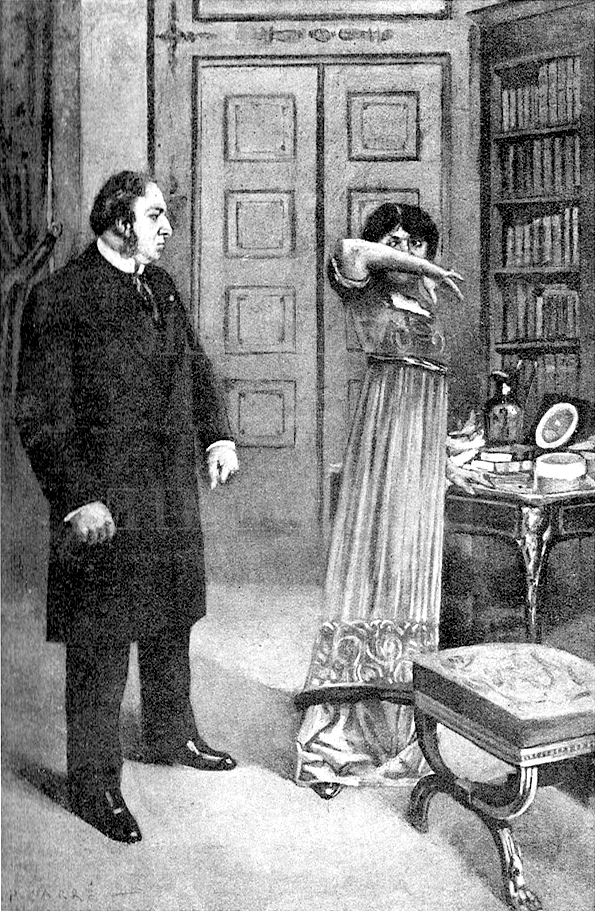
Ilustração do livro Le Foyer da edição de 1908

- Le Calvaire (O Calvário), romance (1886)
- L'Abbé Jules (O Padre Júlio), romance (1888)
- La Grève des électeurs (1888)
- Sébastien Roch, romance (1890)
- Dans le ciel (No céu), novela (1892-1893)
- Les Mauvais bergers (Os maus pastores) , tragédia proletária (1897)
- Le Jardin des supplices, romance  (1899)
- Le journal d'une femme de chambre (Diário de uma Criada de Quarto), romance (1900)
- Les 21 jours d'un neurasthénique (Os 21 dias de um neurastênico), romance (1901)
- Les affaires sont les affaires (Negócios são negócios), comédia (1903)
- Farces et moralités (Farsas e moralidades), comédias (1904)
- La 628-E8, romance (1907)
- Le Foyer (O Lar), comédia (1908)
- Dingo, romance (1913)
- Un gentilhomme, romance (1919)
- Les Mémoires de mon ami, novela (1920)
- Contes cruels, 2 vol., contos (1990)
- Combats politiques, artigos políticos (1990)
- L'Affaire Dreyfus, artigos políticos (1991)
- Lettres de l'Inde, reportagem (1991)
- L'Amour de la femme vénale, ensaio (1994)
- Combats esthétiques, 2 vol., crítica de arte (1993)
- Correspondance générale (Correspondência geral), 3 vol., (2003-2005-2009)
- Combats littéraires, crítica literária (2006)
- Mémoire pour un avocat, novela (2007)

### Estudos

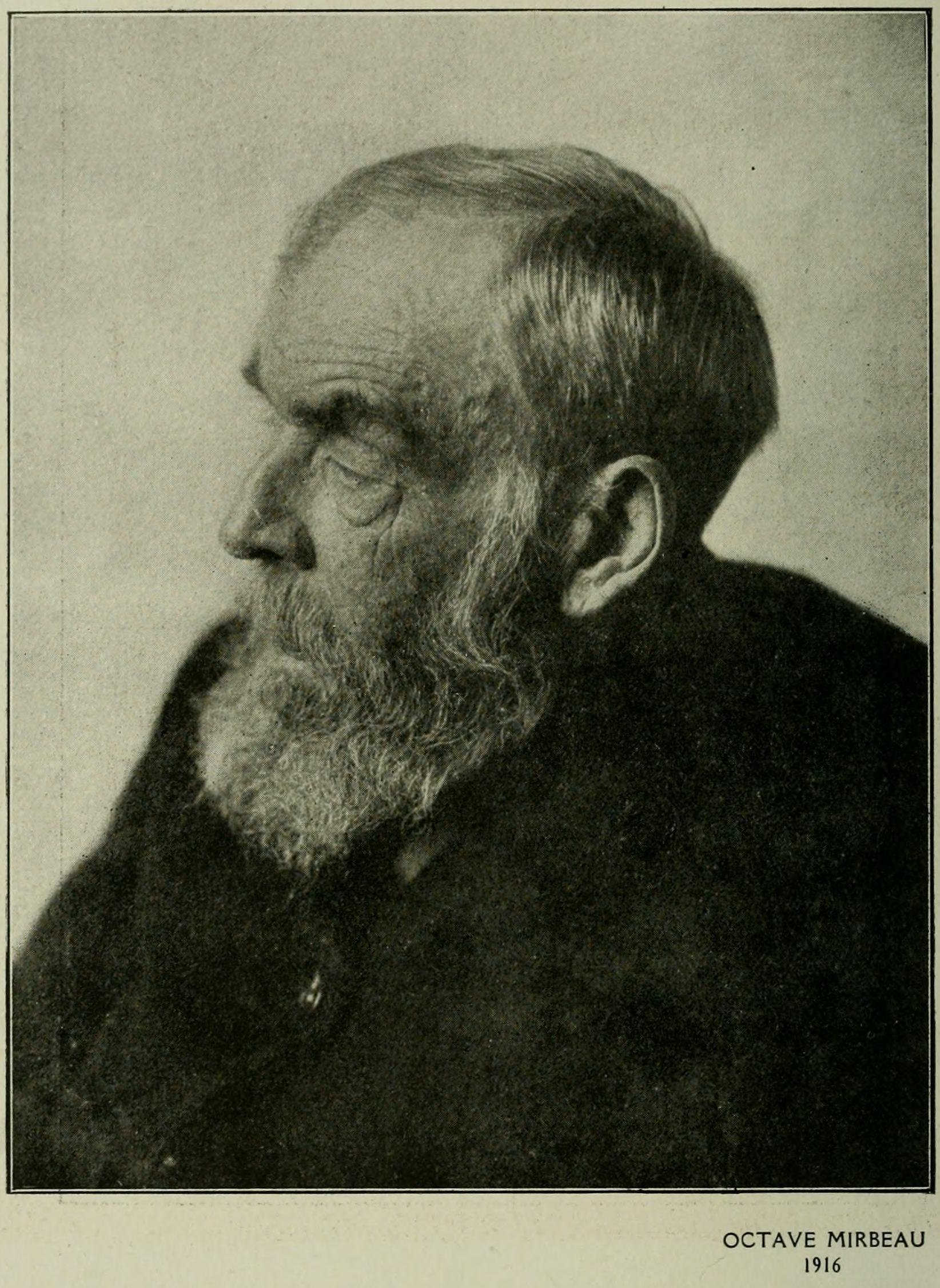
Octave Mirbeau em 1916

- Reginald Carr, Anarchism in France - The Case Octave Mirbeau, Manchester, 1977.
- Pierre Michel e Jean-François Nivet, Octave Mirbeau, l'imprécateur au cœur fidèle, Librairie Séguier, Paris, 1990, 1020 p.
- Pierre Michel (ed.) : Octave Mirbeau, Presses Universitaires d'Angers, 1992.
- Pierre Michel, Les Combats d'Octave Mirbeau, Annales littéraires de l'Universté de Besançon, 1995.
- Christopher Lloyd, Mirbeau's fictions, Durham University Press, 1996.
- Samuel Lair, Mirbeau et le mythe de la nature, Presses Universitaires de Rennes, 2004.
- Pierre Michel (ed.) : Un moderne : Octave Mirbeau, Eurédit, Cazaubon, 2004.
- Robert Ziegler, The Nothing Machine - The Fictions of Octave Mirbeau, Rodopi, 2007.
- Samuel Lair, Octave Mirbeau l'iconoclaste, L'Harmattan, 2007.
- Cahiers Octave Mirbeau, 1994-2015, 22 n°, 8 000 p.
- Yannick Lemarié e Pierre Michel, Dictionnaire Octave Mirbeau, L'Âge d'Homme - Société Octave Mirbeau, 2011, 1 200 p.